# Hjulsta

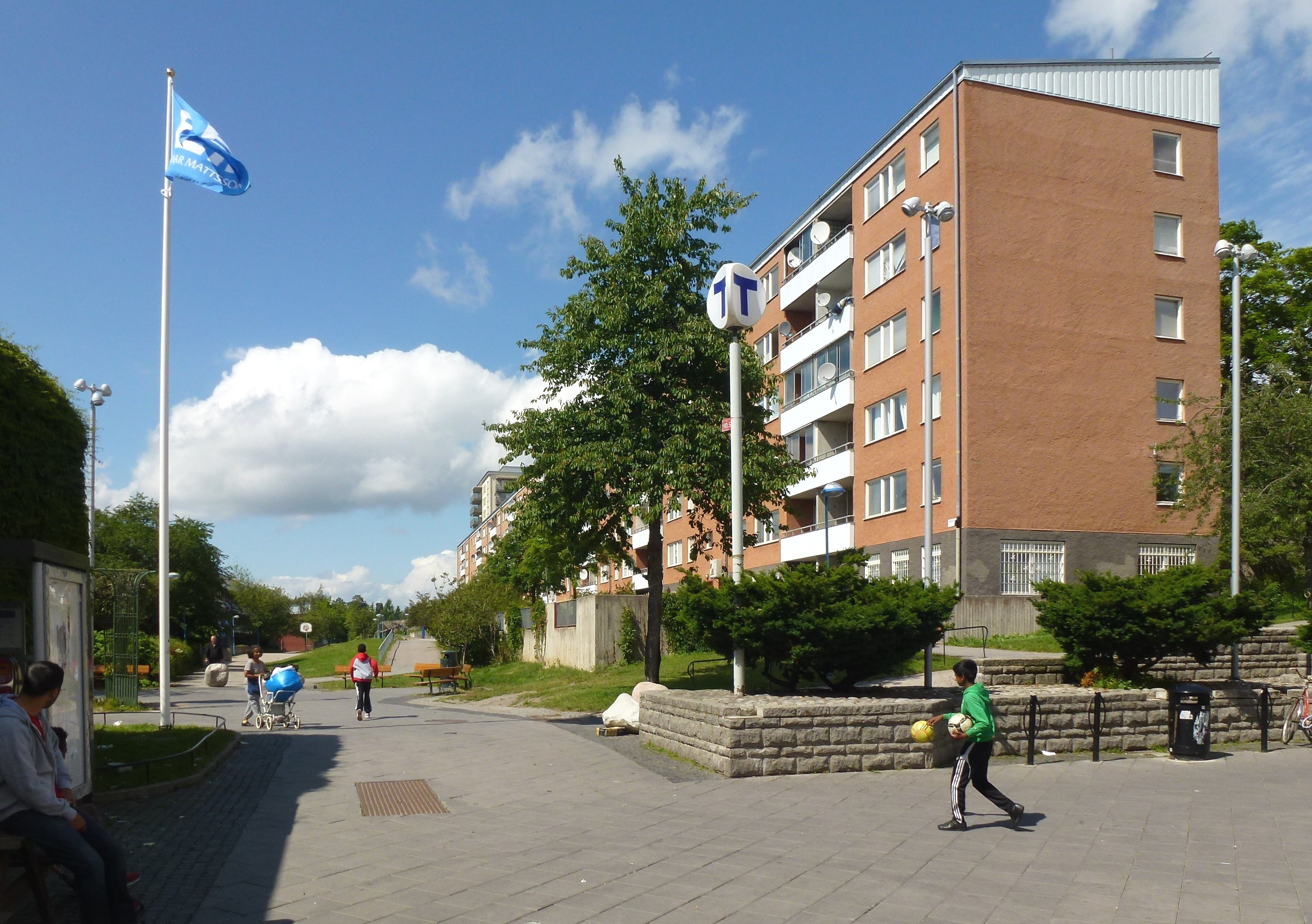
Hjulsta torg, juni 2012.

Hjulsta är ett basområde i stadsdelen Tensta i Stockholms kommun med 4 481 invånare (31 dec 2019). Det är den västra delen av stadsdelen Tensta som heter Hjulsta.
Hjulsta präglas idag av bostadshus ur miljonprogrammet och konsekvent genomförd trafikseparation av typ SCAFT, där bostadsområdet omges av en ringgata, medan själva området mer eller mindre är bilfritt. Bostäderna nås med matargator som ibland är nedsänkta. Gångbroar över de nedsänkta gatorna knyter ihop området. Byggherre, byggmästare och arkitekt för de flesta bostadshus var Svenska Bostäder där deras chefsarkitekt, Gunnar Andersson, stod för utformningen.

## Historia

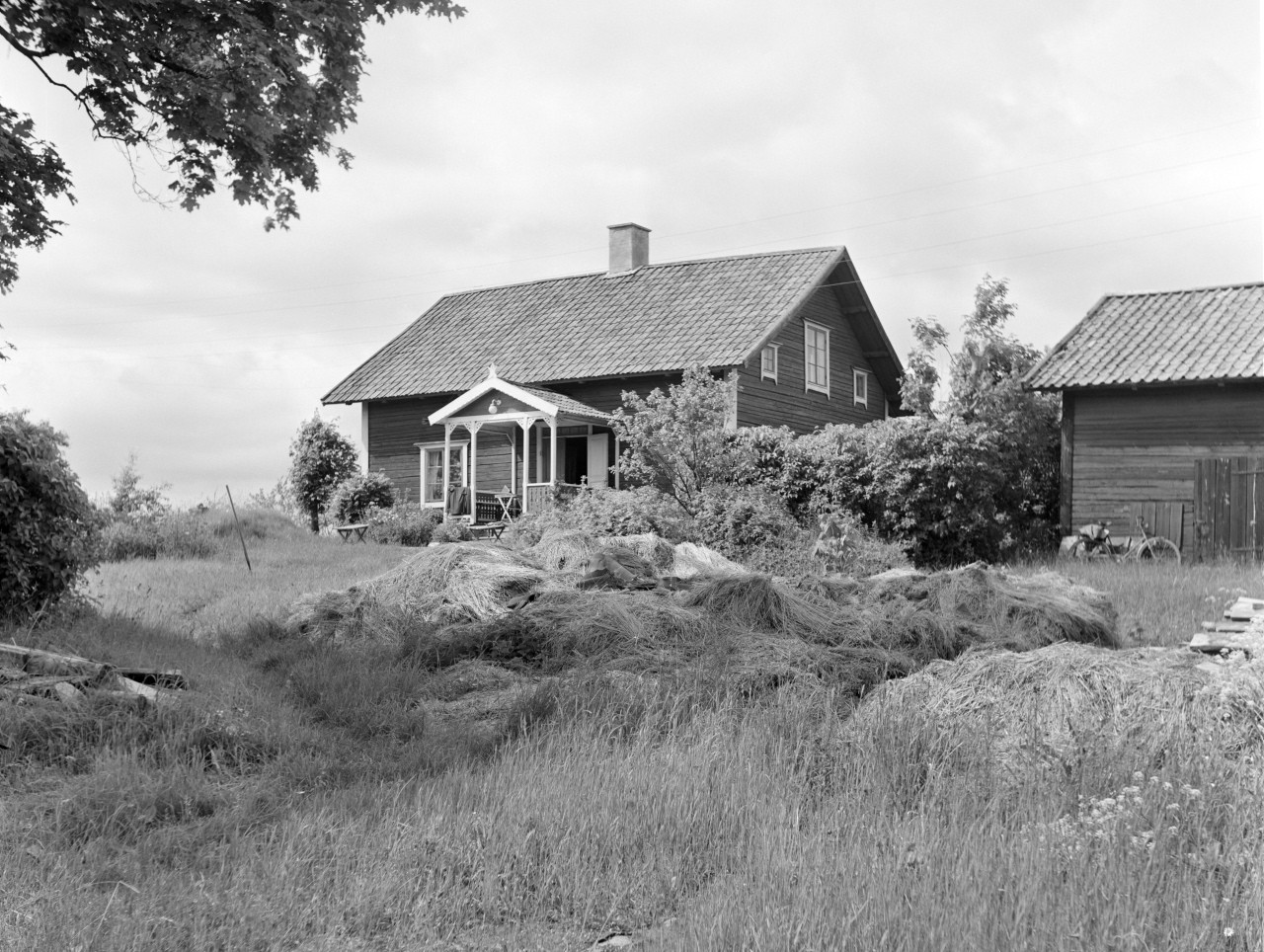
Hjulsta gård 1957.

Hjulsta gård och by är känd sedan 1480-talet. Den låg söder om Enköpingsvägen, ungefär 600 meter söder om Hjulstamotet. Gården tillhörde Ålstens gård på 1600- och 1700-talet, därefter Åkeshov. Byn hade flera stugor, men revs i slutet av 1960-talet. 
Ingången till Hjulsta tunnelbanestation finns vid Hjulsta torg. En fotbollsplan finns ut mot E18. Bebyggelsen består mest av fyravånings hyreshus. Två nya höghus stod färdiga för inflyttning våren 2008. Hyreshusen ägdes tidigare av Svenska Bostäder, men såldes sommaren 2008 till fastighetsbolaget Einar Mattsson. 
Förutom hyresbostäder i området finns det på gatuadressen Hjulsta Backar en gata med 14 privatägda radhus. Dessa var klara för inflyttning 2007 och samtliga hus såldes samma år. Radhusen uppfördes i samband med Tensta Bomässa 2006.
Bomässan TenstaBo 06 ägde rum mellan den 17 och den 27 augusti 2006 i stadsdelen Tensta.

## Hjulstaskolan
Hjulsta grundskola F-9 (förskola till årskurs 9) är den kommunala grundskolan i området, en sammanslagning av de två tidigare skolorna Hyllingeskolan och Hjulstaskolan.
Hjulstaskolan är idag en grundskola i västra Tensta med cirka 400 elever som byggdes 1971 efter ritningar av Åke Östin. Skolgården är stor, öppen och asfalterad med buskar längs fasaderna och enstaka träd. Det finns en bollplan och en basketplan och i ytterkanterna sittbänkar. Skolan ligger 100 meter från Hjulsta tunnelbanestation som trafikeras av den blå linjen och 600 meter promenad från skolan börjar naturområdet Järvafältet.

## Tunnelbanestationen
Tunnelbanestationen trafikeras av T-bana 3 (blå linjen). Stationen togs i bruk den 31 augusti 1975 när den första delen av Blå linje invigdes. Entré sker från den södra ändan vid Hjulsta torg.
I anslutning till Hjulsta finns en bana för Frisbeegolf och Hjulsta koloniträdgård.

## Bilder

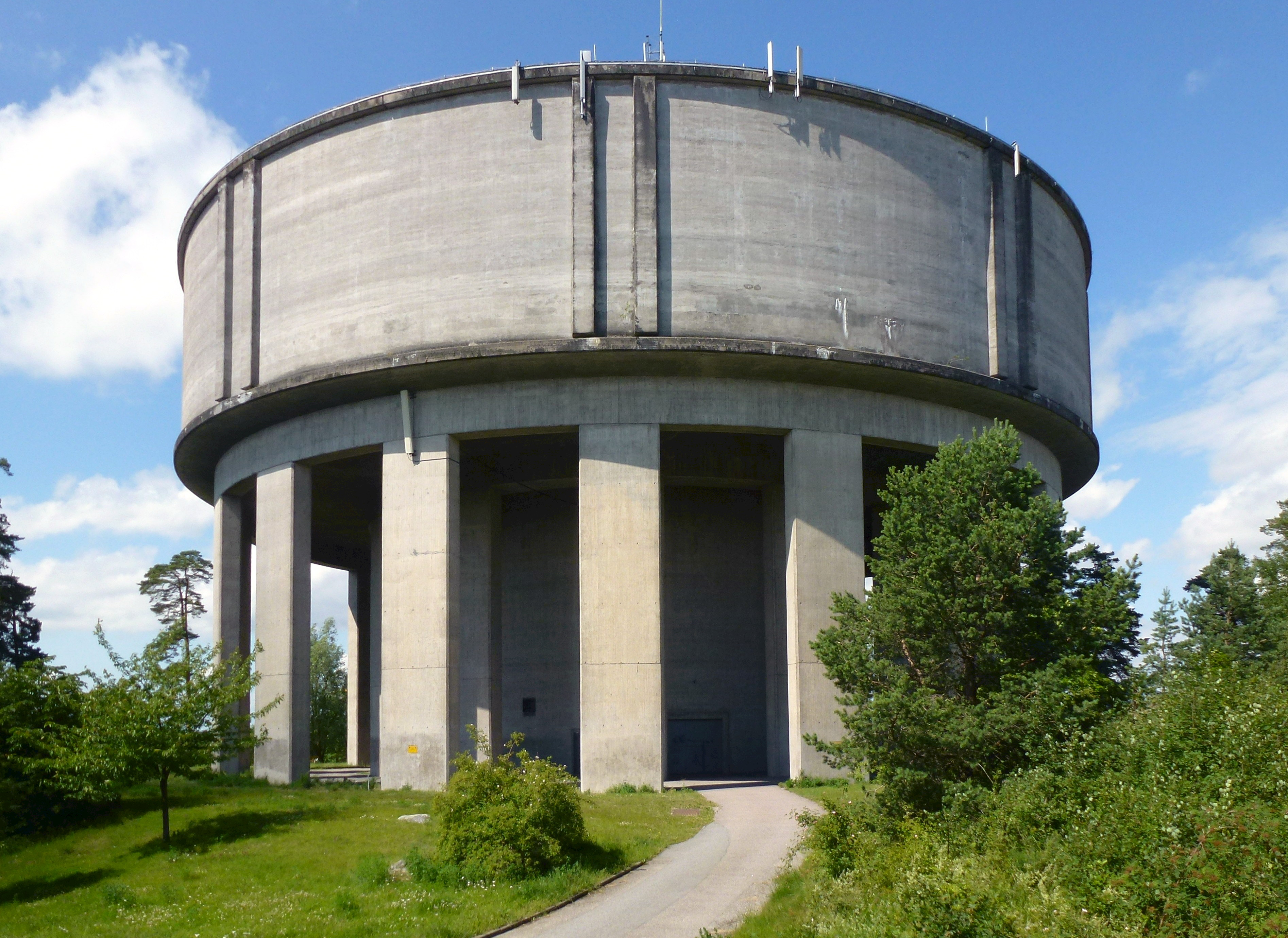
Hjulsta vattentorn.
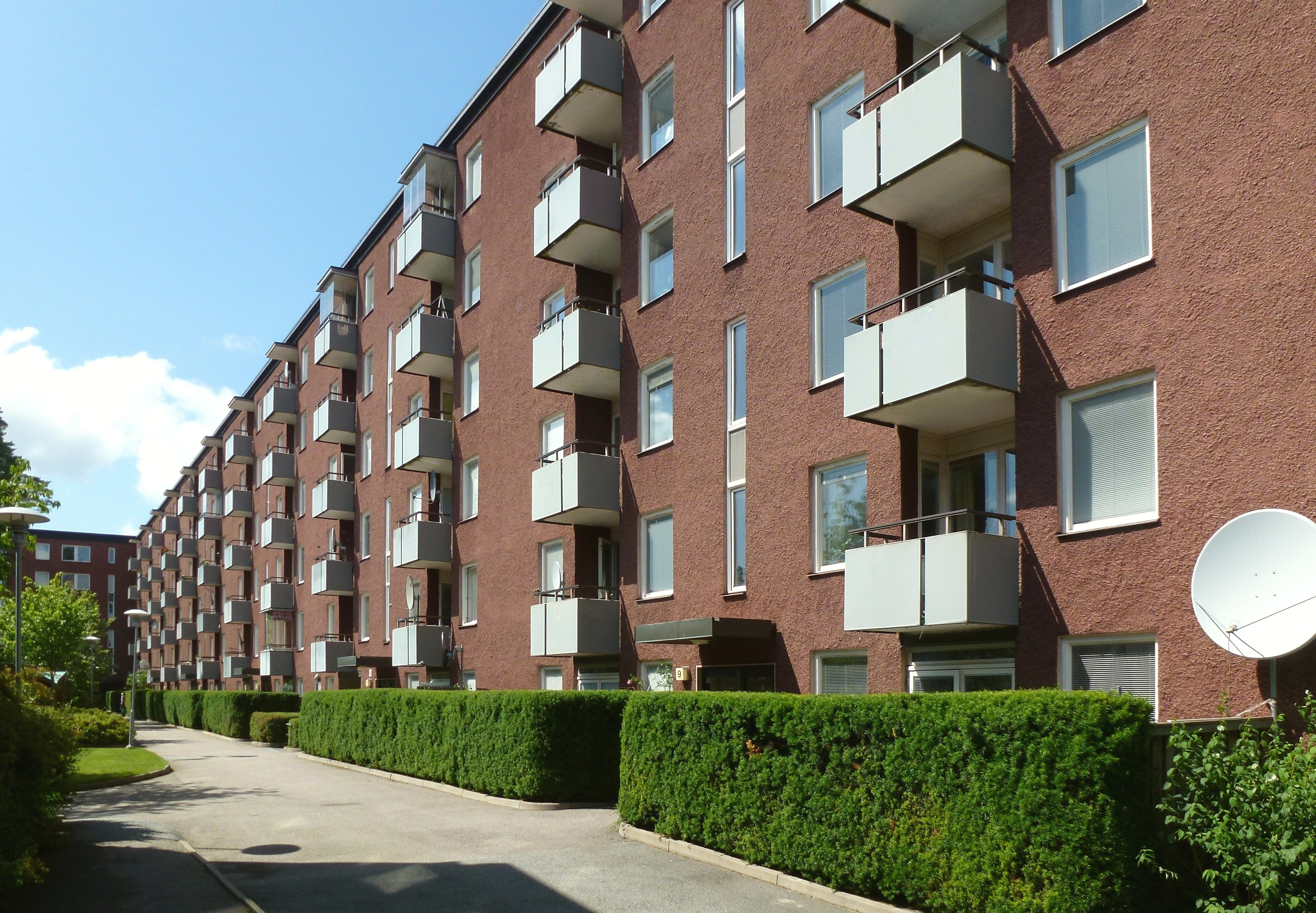
Bebyggelse från miljonprogrammet.
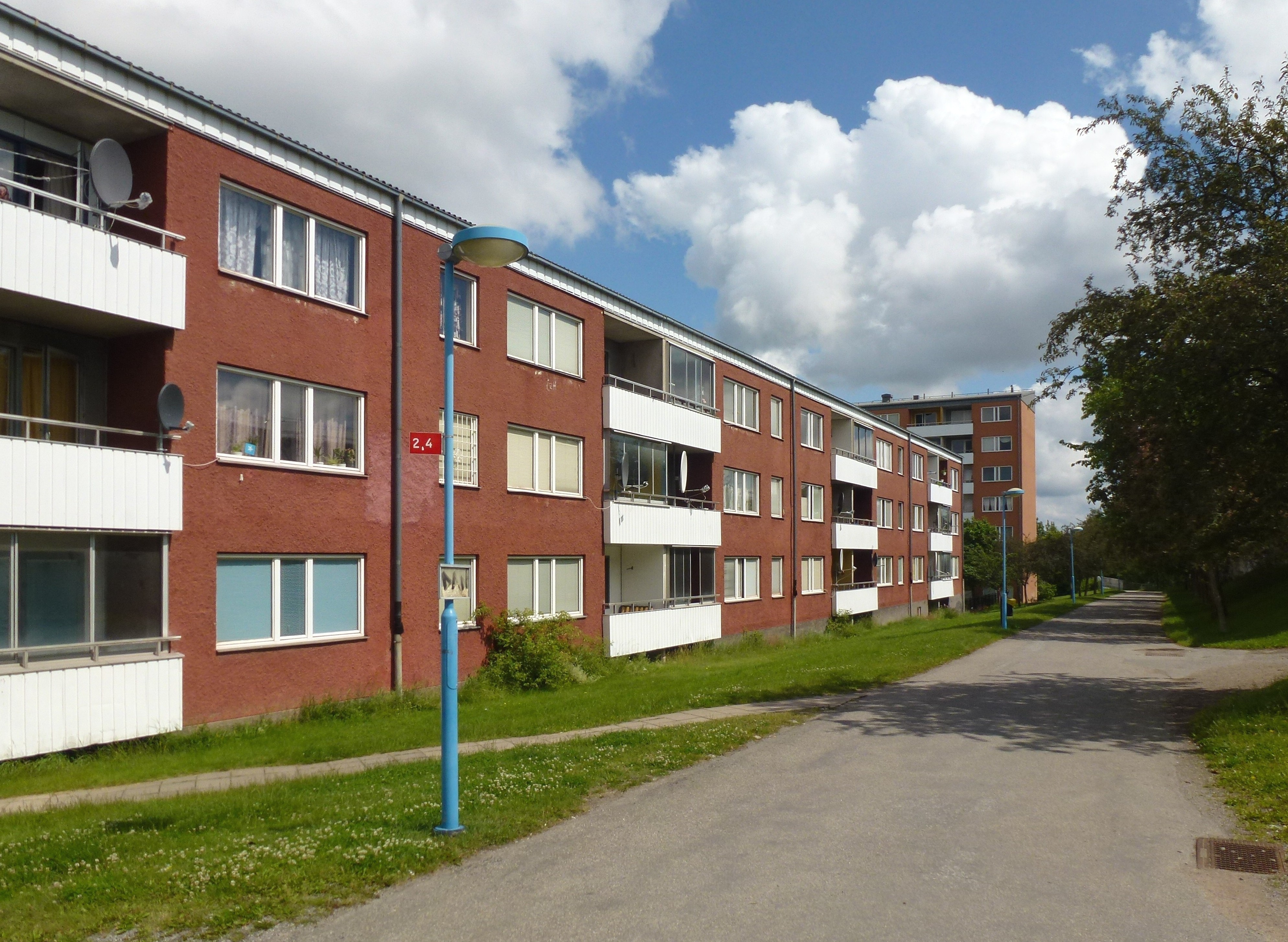
Typisk bebyggelse från miljonprogrammet.
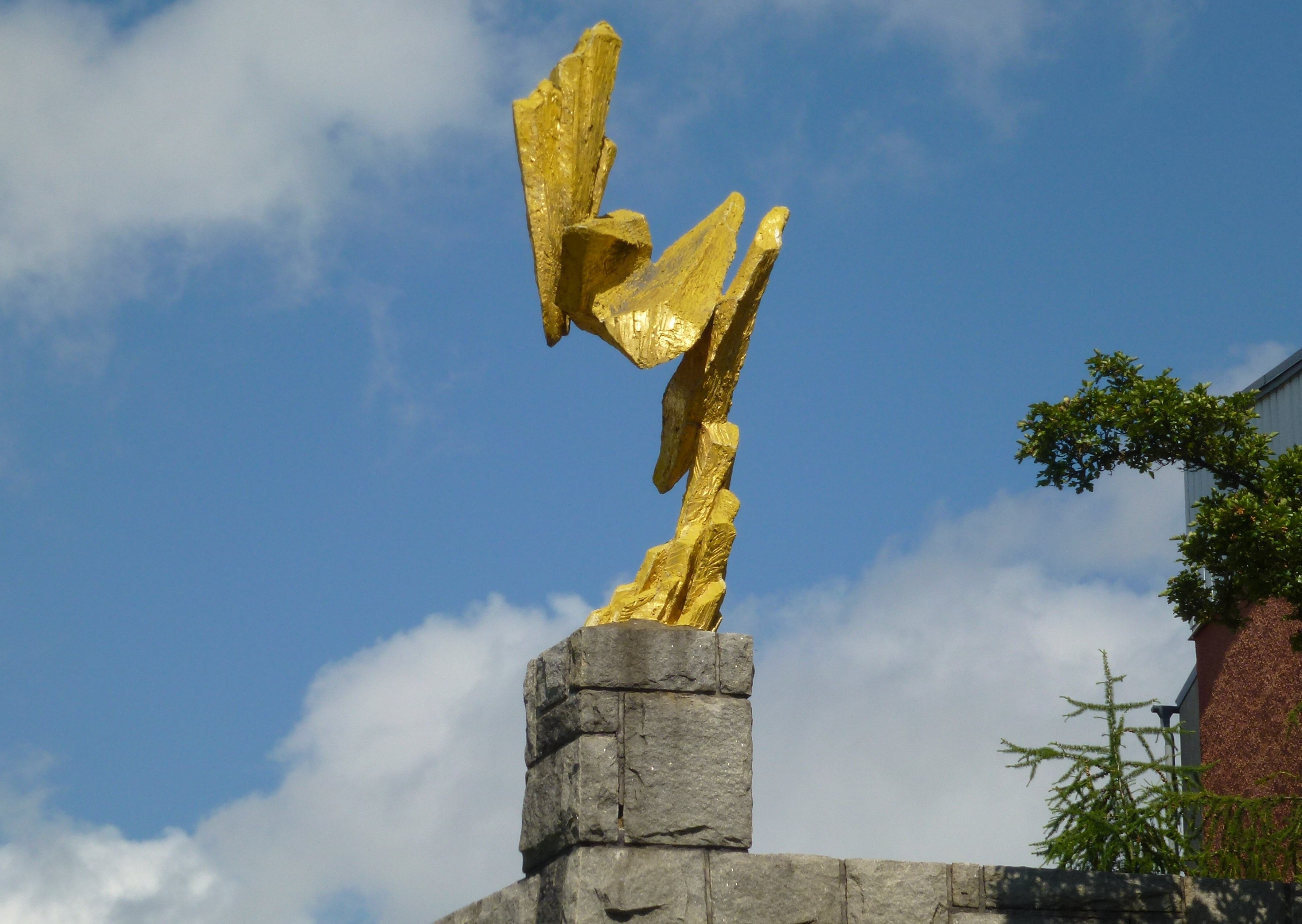
Skulptur "Kaskad" av Folke Truedsson.
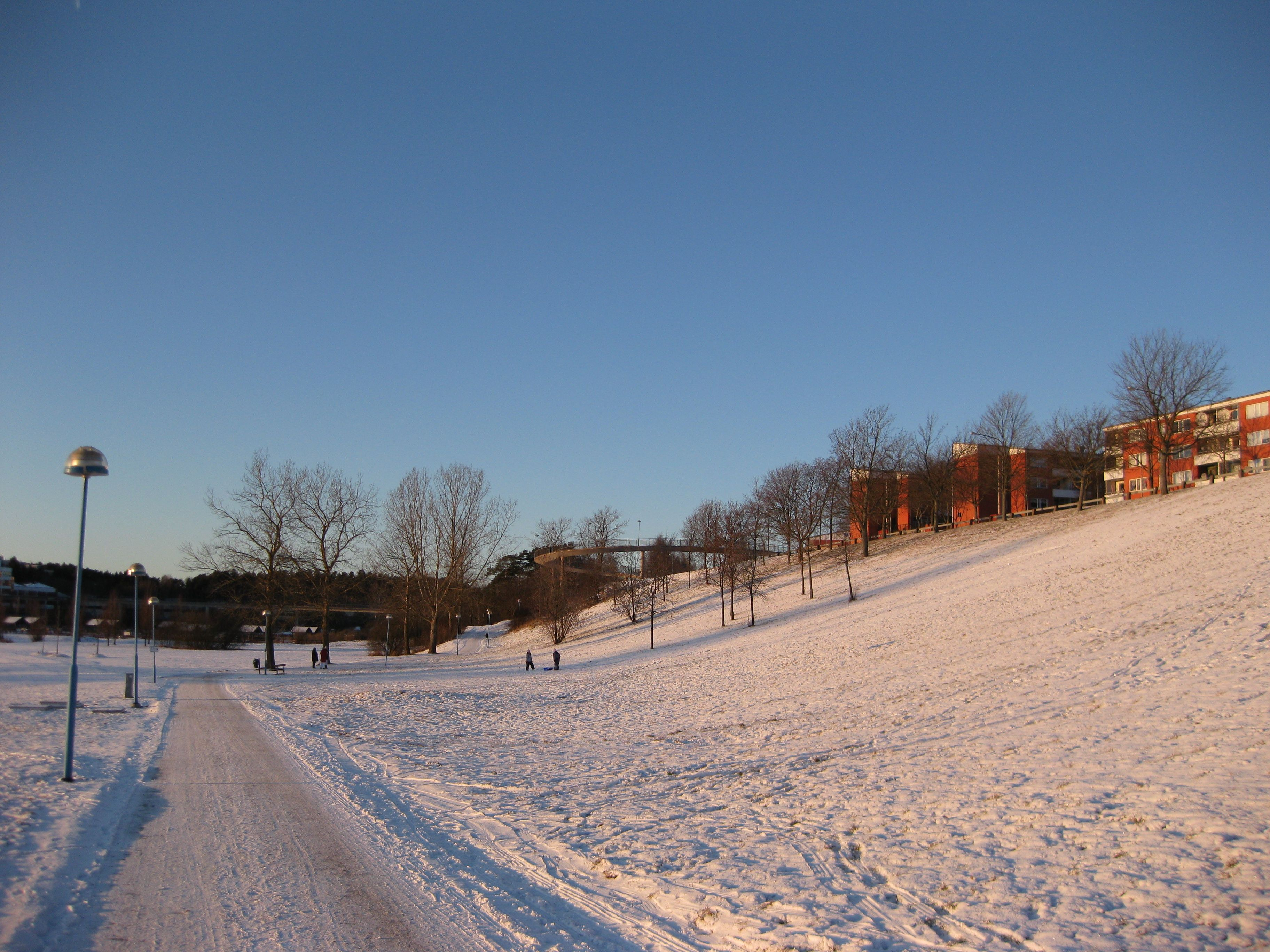
Hjulsta, vintertid.
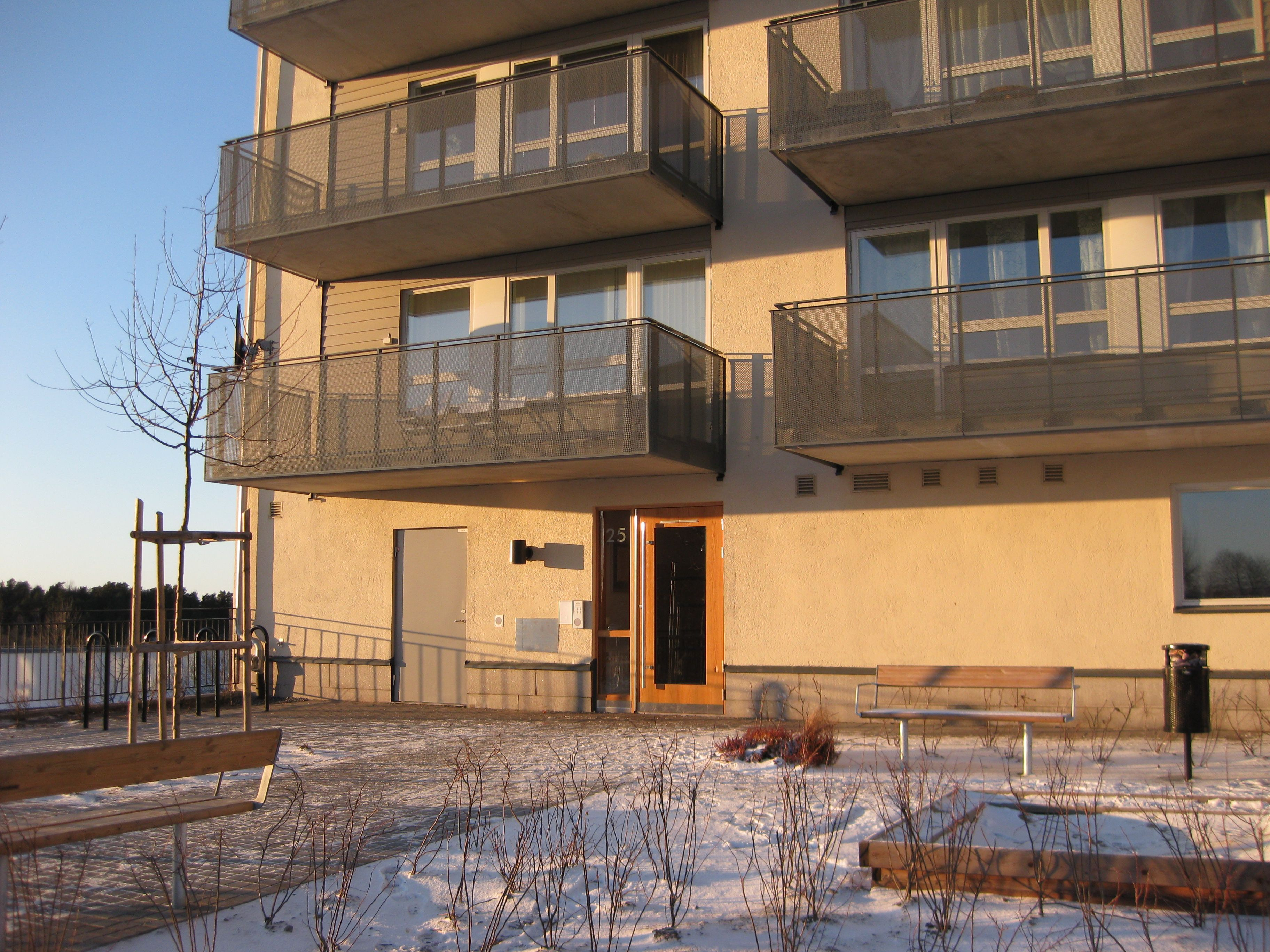
Entrén till de nya husen i Hjulsta.
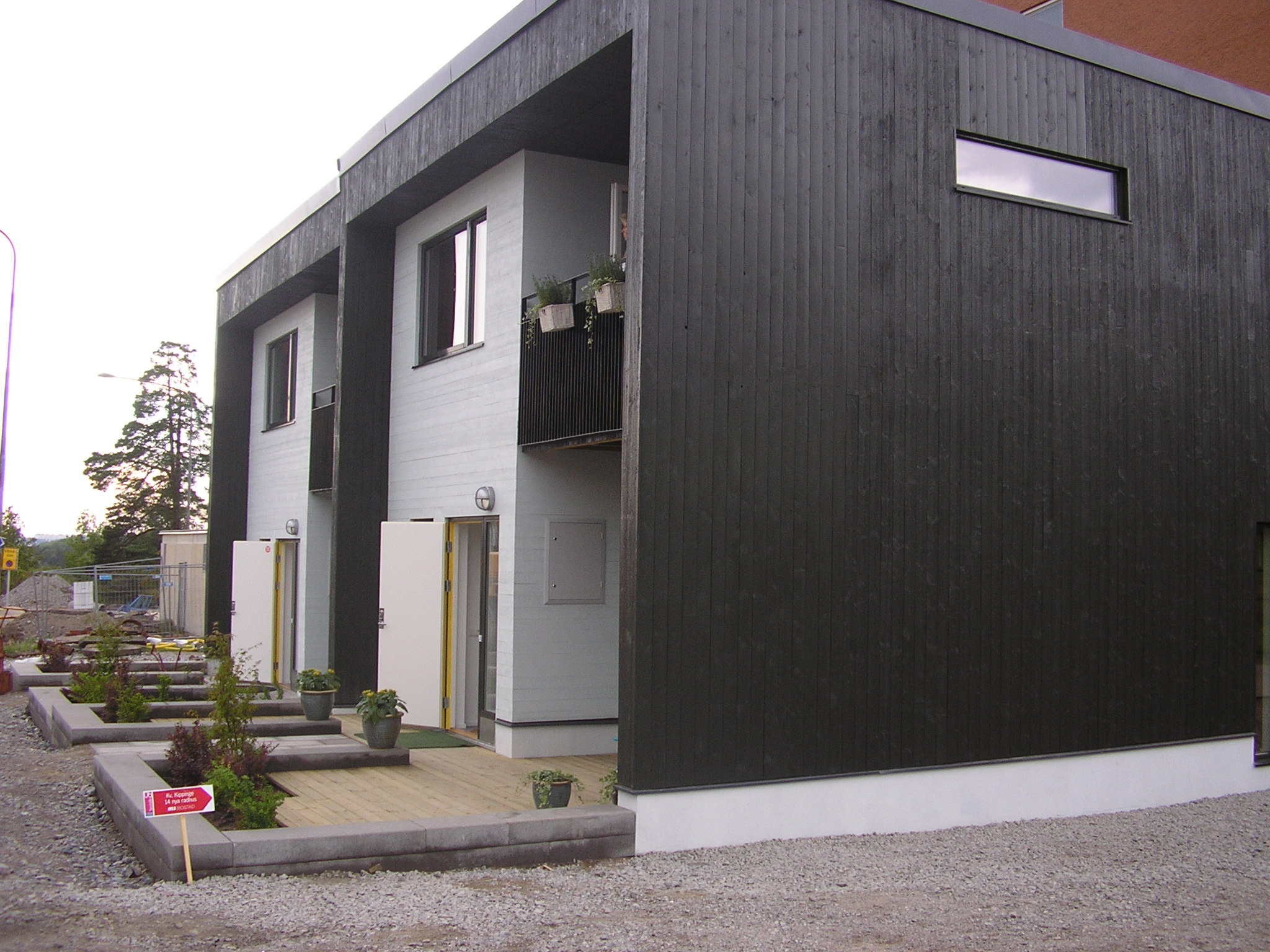
Terrasshus i Hjulsta.
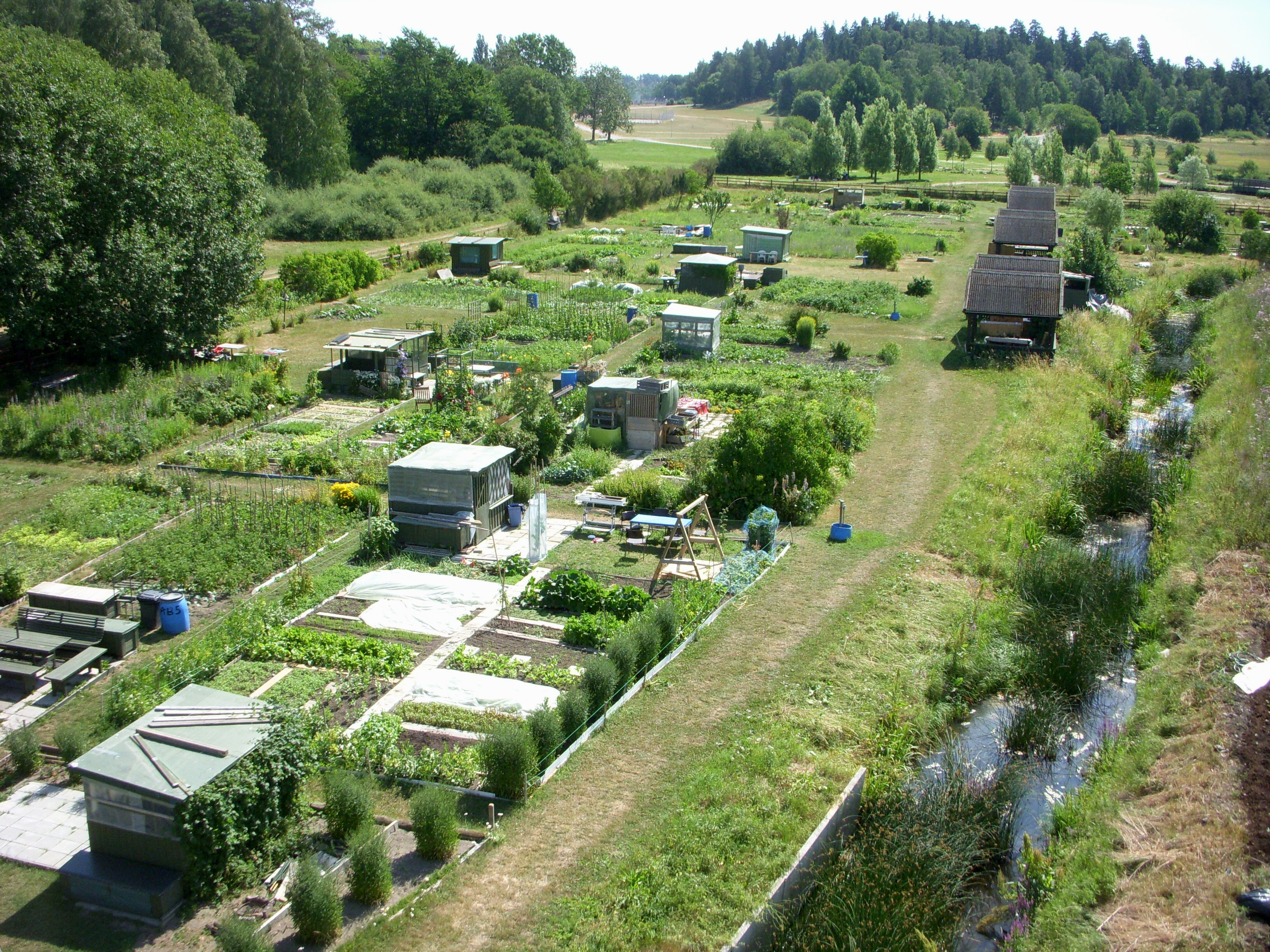
Hjulsta koloniträdgård.